# Broodmachine

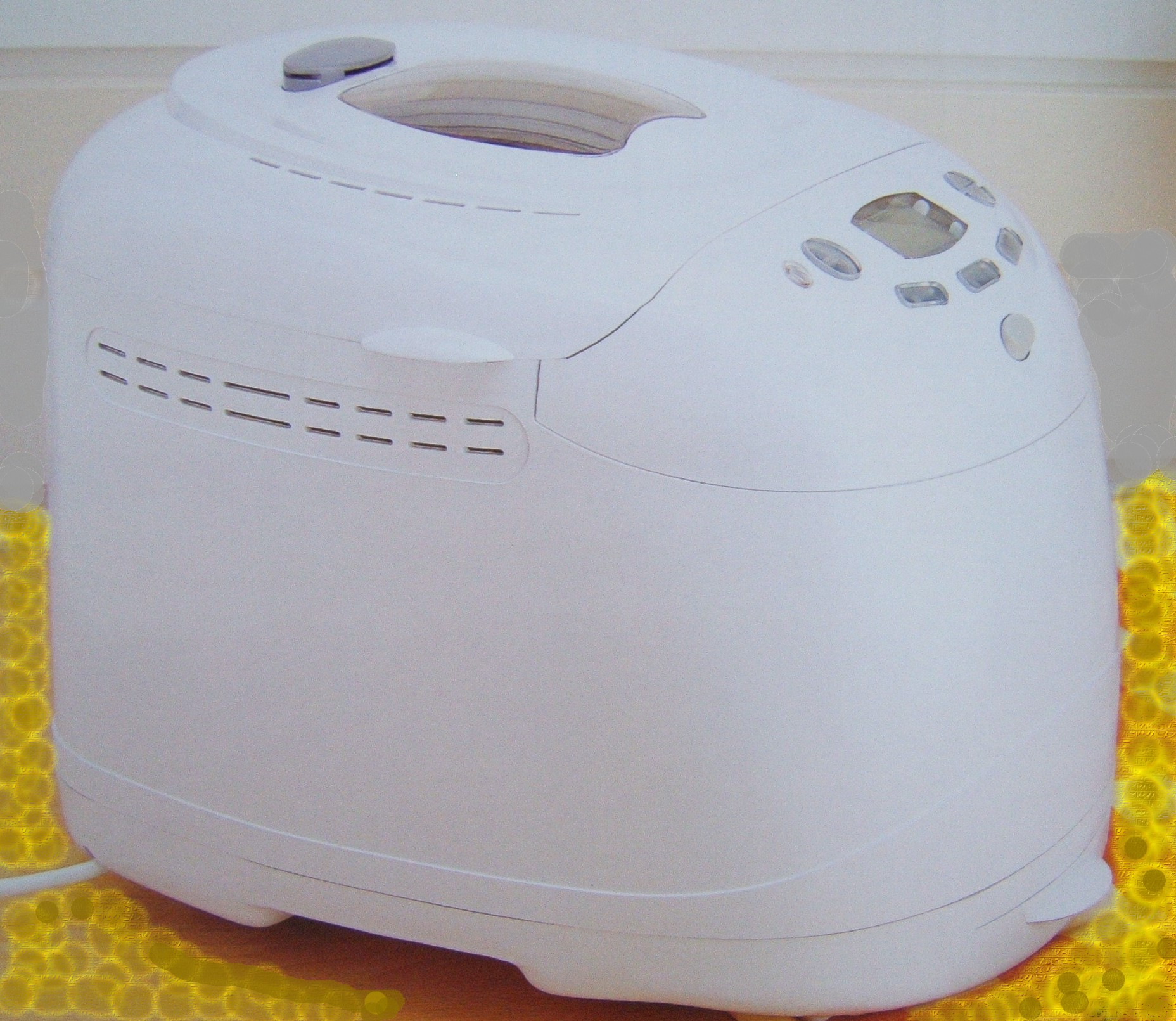
Elektrische brood(bak)machine

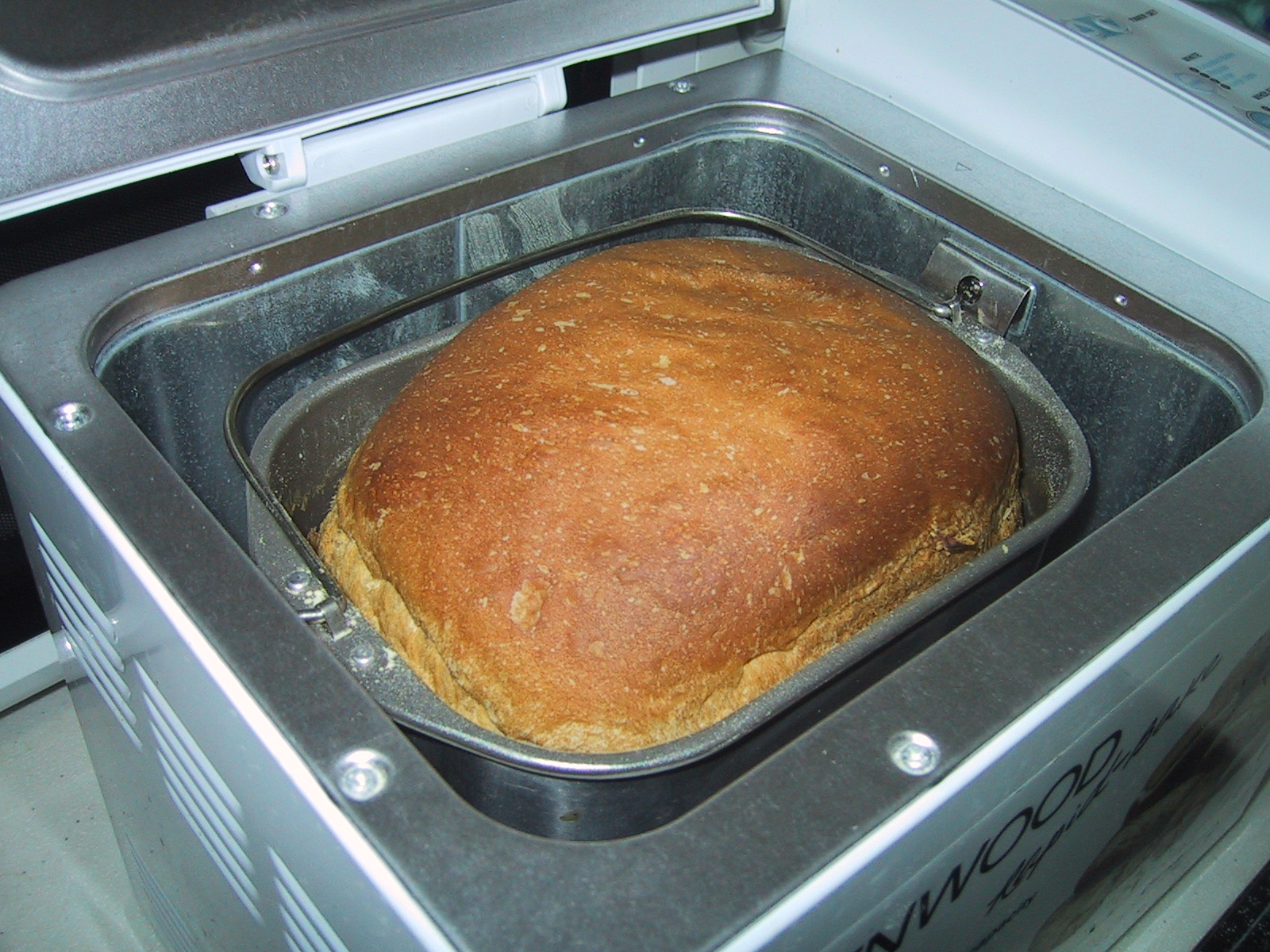
Elektrische brood(bak)machine

Een broodmachine is een toestel dat volautomatisch brood bereidt.
Het enige wat gedaan moet worden is de ingrediënten in de bakvorm doen, en het juiste programma kiezen. Na ongeveer drie uur is het brood klaar.
Een broodmachine bestaat uit:
1. een verwarmingselement
2. een bakvorm met onderaan één of twee kneedvleugels
3. een warmtesensor
4. een computertje voor de besturing

De kneedvleugel(s) zitten onderaan in de bakvorm. Dit heeft als nadeel dat er op het einde één of twee (kleine) gaten onderaan in het brood zitten.
Er bestaan ontelbare recepten voor de broodmachine. Enkele voorbeelden:
1. pompoenbrood
2. aardappelbrood
3. tomatenbrood
4. pestobrood
5. suikerbrood
6. appelbrood

De meeste broodmachines kunnen ook deeg maken, dat kan afgebakken worden in de gewone oven.
De ingrediënten voor brood zijn:
- meel
- gist
- olie of boter
- zout
- water.

Ook kan eiwit worden toegevoegd zodat het brood minder inzakt bij het afkoelen, of iets wat zuur is om de gist beter te laten werken. Door karnemelk te nemen in plaats van water wordt in één keer water, eiwit en zuur toegevoegd. Als in de broodmachine een tijdklok wordt ingesteld moet de gist boven op het droge meel geplaatst worden. Doet men dit niet, en kan de gist in contact komen met een vloeistof, bestaat de kans dat het brood onvoldoende rijst doordat de gist voortijdig actief is geworden.
Er zijn ook broodmixen in diverse smaken, van wit tot donker volkorenmeel, waar alle ingrediënten al in zitten, alleen moet hier nog water aan worden toegevoegd.
Met sommige broodmachines kun je ook jam maken.